# Antoni Isern
Antoni Isern i Arnau (Alcover, 20 de mayo de 1883-Cabrera de Mar, 30 de junio de 1906) fue un campesino y poeta español en lengua catalana.

## Biografía
Nacido en Alcover, de familia payesa pobre, fue amigo de los también escritores Plàcid Vidal y Cosme Vidal (Josep Aladern), ambos hermanos y de su mismo pueblo, y de Joan Puig i Ferreter, de La Selva del Campo, pueblo vecino.
En 1897, Josep Aladern se traslada a Reus y abre la librería La Regional, en cuya trastienda empieza a reunirse una tertulia. Los elogiosos comentarios que de Isern hacen los dos hermanos Vidal despiertan la curiosidad de sus contertulios, e Isern es recibido como el mítico poeta de la tierra. En 1899 publica su primer libro de poesía titulado Sentiments, una recopilación de poemas breves y pesimistas
En 1903, es requerido en Barcelona, donde recita de memoria algunos de sus poemas. Enseguida se abre una subscripción popular para editar su obra: Esplets d'ànima jove. Publicada ese mismo año, recibe elogios de Joan Maragall y de Frédéric Mistral, a quien se le había enviado un ejemplar.
En abril de 1905, Isern marcha con su amigo Puig i Ferreter a Francia, pero decide volver. A pie, y empleándose esporádicamente como payés, logra llegar a Cataluña. Se queda un tiempo en una masía de Premiá de Mar, trabajando. A mediados de 1906 se suicida en una cisterna del castillo de Burriac, precisamente el mismo día que su amigo Puig estrenaba su obra La bagassa.
El Centre d'Estudis Alcoverencs convoca anualmente un premio de poesía con su nombre.

## Crítica
Para Joan Lluís Marfany, Antoni Isern fue un "poeta payés, semiprimitivo y analfabeto".
Y su amigo Hortensi Güell opinaba: "De él bien se puede decir que ha nacido poeta, pues escribe versos espontáneamente, sin haber recibido ninguna educación literaria; los escribe como los pájaros"